# Voisix
Voisix was een christelijke a-capella-groep die van 1990 tot 2000 heeft bestaan. In die periode gaven ze vele optredens en brachten twee cd's uit. Hun repertoire bestond uit gospelsongs, psalmen, gezangen en Opwekkingsliederen.

## Zangers
Voisix heeft -zoals de naam aangeeft- altijd bestaan uit zes leden, al is een van hen in de plaats gekomen van zijn broer. Allen waren eveneens leden van de Hervormde Buitengewone Wijkgemeente te Krimpen aan den IJssel. De stemmen waren als volgt verdeeld:
- Jaco Cornet, tenor
- Jaco Offermans, tenor
- Rienk van Velzen, bariton / Jan van Velzen, bariton
- Ton Versteeg, bariton
- Ed Kort, bas
- Felix Plaisier, bas

## Albums
Ter gelegenheid van het eerste lustrum van de groep in 1995 werd het album Children of the Street uitgegeven.
In 2000 werd het tienjarig bestaan gevierd met een concert in het Capelse Isala Theater, tegelijkertijd de presentatie van hun tweede cd Joyful Noise.
Rond deze tijd werd ook aangekondigd dat de groep niet meer zou optreden.

## Repertoire
Het repertoire telt 35 liederen, waarvan er 3 niet op de cd's zijn uitgebracht. Van deze 35 liederen zijn er 2 psalmarrangementen, 12 gospelsongs, 4 opwekkingsliederen en 1 gezang. De overige 16 liederen vallen meer in de categorie christelijke pop of zijn christelijke teksten op popsongs.
De leden van Voisix hebben zelf nauwelijks arrangementen gemaakt.

## Andere groep
Er bestaat ook een Italiaanse groep genaamd Voisix, bestaande uit (in elk geval) zes zangeressen en vier muzikanten. Hun repertoire ligt in de genres jazz, funk, rock, en soul.